# Худов, Пётр Дмитриевич
Пётр Дмитриевич Худов (1918 — 2009) — лётчик-ас, участник Великой Отечественной войны, заместитель командира эскадрильи 867-го истребительного авиационного полка 207-й истребительной авиационной дивизии 3-го смешанного авиационного корпуса 17-й воздушной армии Юго-Западного фронта, майор. Герой Советского Союза.

## Биография
Родился 23 декабря 1918 года в селе Перемилово, ныне Дмитровского района Московской области, в семье рабочего. Русский. В семье, жившей очень бедно, было пятеро братьев, из которых двое умерло — остались Василий, Пётр и Виктор.
Пётр окончил 7 классов и школу ФЗУ. Работал помощником мастера на прядильно-ткацкой фабрике в городе Яхрома Московской области.
В Красной Армии с 1940 года. В 1941 году окончил Качинскую военную авиационную школу пилотов. На фронтах Великой Отечественной войны — с сентября 1942 года. Член ВКП(б)/КПСС с 1943 года.
Сражался в составе 867-го истребительного авиационного полка. С сентября по 2 октября 1942 года — командир звена на Сталинградском фронте. С 10 октября 1942 года по 11 февраля 1943 года — старший лётчик, заместитель командира эскадрильи на Юго-Западном фронте. Участвовал в Сталинградской и Курской битвах, в освобождении Киева, во взятии Берлина.
Заместитель командира эскадрильи 867-го истребительного авиационного полка младший лейтенант Пётр Худов к июлю 1943 года совершил 71 успешный боевой вылет; в 59 воздушных боях сбил лично 14 и в группе 1 самолёт противника.
Всего за годы войны лётчик-истребитель П. Д. Худов в 108 боевых вылетах сбил лично 24 вражеских самолёта и 6 - в группе (по некоторым источникам на его боевом счету восемнадцать личных и шесть групповых побед). Сам Пётр Худов был сбит единственный раз огнём зенитной артиллерии противника в районе города Харькова.
После войны Худов продолжал службу в ВВС СССР: командир эскадрильи 107-го гвардейского истребительного авиационного полка, помощник командира, штурман 106-го гвардейского истребительного авиационного полка. В 1948—1949 годах обучался в Краснознамённой Военно-воздушной академии Вооружённых Сил СССР.
С 1950 года майор Xудов П. Д. — в запасе.
Жил в городе Дмитров Московской области. До ухода на заслуженный отдых работал диспетчером международного аэропорта «Шереметьево».
Умер 4 июня 2009 года. Похоронен в Дмитрове на Всехсвятском кладбище.

## Награды
- Указом Президиума Верховного Совета СССР от 8 сентября 1943 года за образцовое выполнение боевых заданий командования на фронте борьбы с немецко-фашистскими захватчиками и проявленные при этом мужество и героизм младший лейтенанту Худову Петру Дмитриевичу присвоено звание Героя Советского Союза с вручением ордена Ленина и медали «Золотая Звезда» (№ 1748).
- Награждён тремя орденами Красного Знамени, орденами Отечественной войны 1-й и 2-й степеней, орденом Красной Звезды, медалями «За оборону Сталинграда», «За победу над Германией в Великой Отечественной войне 1941—1945 гг.» и другими.
- В 1999 году Худову было присвоено звание «Почётный гражданин города Дмитрова».